# Galaxie cu disc

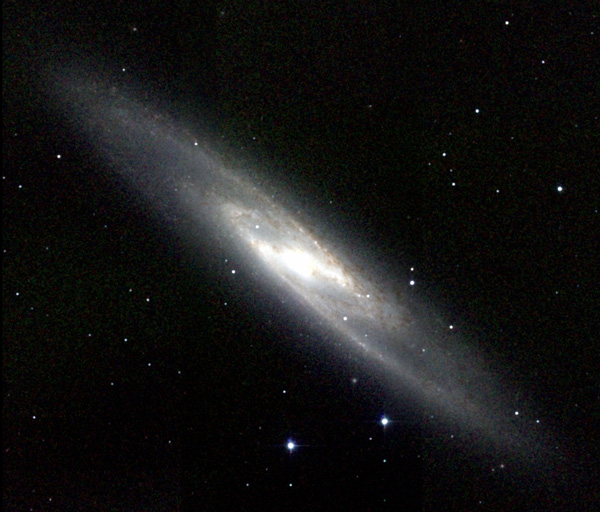
Galaxia Sculptorul (NGC 253) este o galaxie cu disc.

O galaxie cu disc este o galaxie caracterizată prin prezența unui disc galactic în jurul unui bulb galactic care îi materializează centrul și înglobează în general o gaură neagră supermasivă. Aceste galaxii sunt prin urmare de formă circulară aplatizată, altfel spus de tip:
- galaxie spirală :

- - galaxie spirală regulată de tip SA, adică „normală”, nebarată,

- - galaxie spirală barată de tip SB, cu o bară care traversează bulbul și din care pleacă brațele spirale,

- - galaxie spirală intermediară de tip SAB, între cele două tipuri de galaxii precedente,

- galaxie lenticulară de tip E8, S0, SA0, SB0 sau SAB0.